# 토키 (데번주)

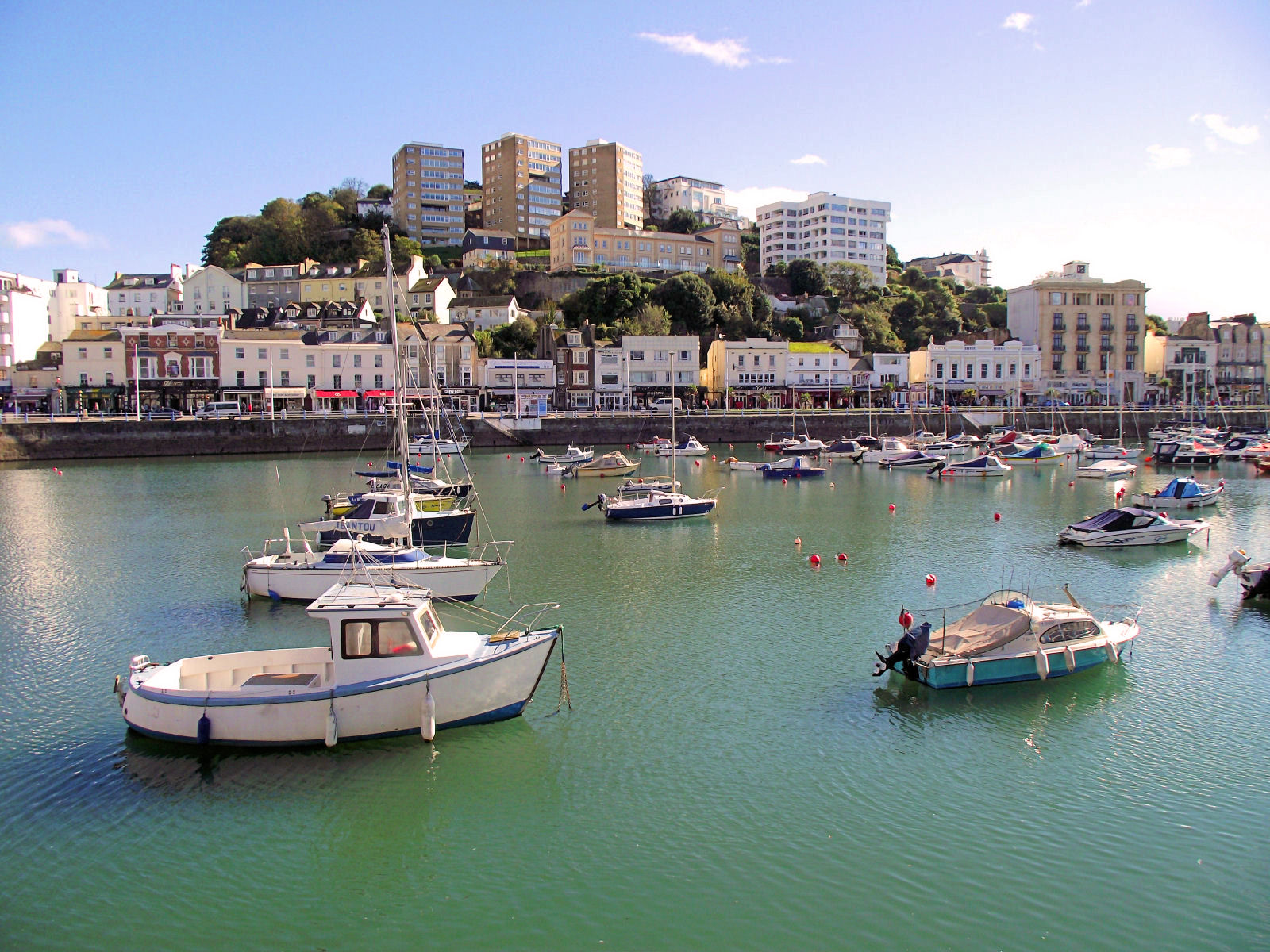
토키 항구에서 촬영한 모습(2012년)

토키(영어: Torquay)는 잉글랜드 데번주의 도시로, 인구는 65,245명(2011년)이다. 

## 출신 인물
- 애거사 크리스티: 영국의 작가,소설가
- 미란다 하트: 영국의 배우